# Sandfelli (Oyndarfjørður)
Sandfelli è una montagna alta 754 metri sul mare situata sull'isola di Eysturoy, la seconda per estensione dell'arcipelago delle Isole Fær Øer, in Danimarca.
Su quest'isola esistono altre cime con questo nome: qui si fa riferimento alla montagna che incombe sul villaggio di Oyndarfjørður, sul lato nordorientale dell'isola.
È la ventiseiesima, per altezza, dell'intero arcipelago, e l'ottava, sempre per altezza, dell'isola.

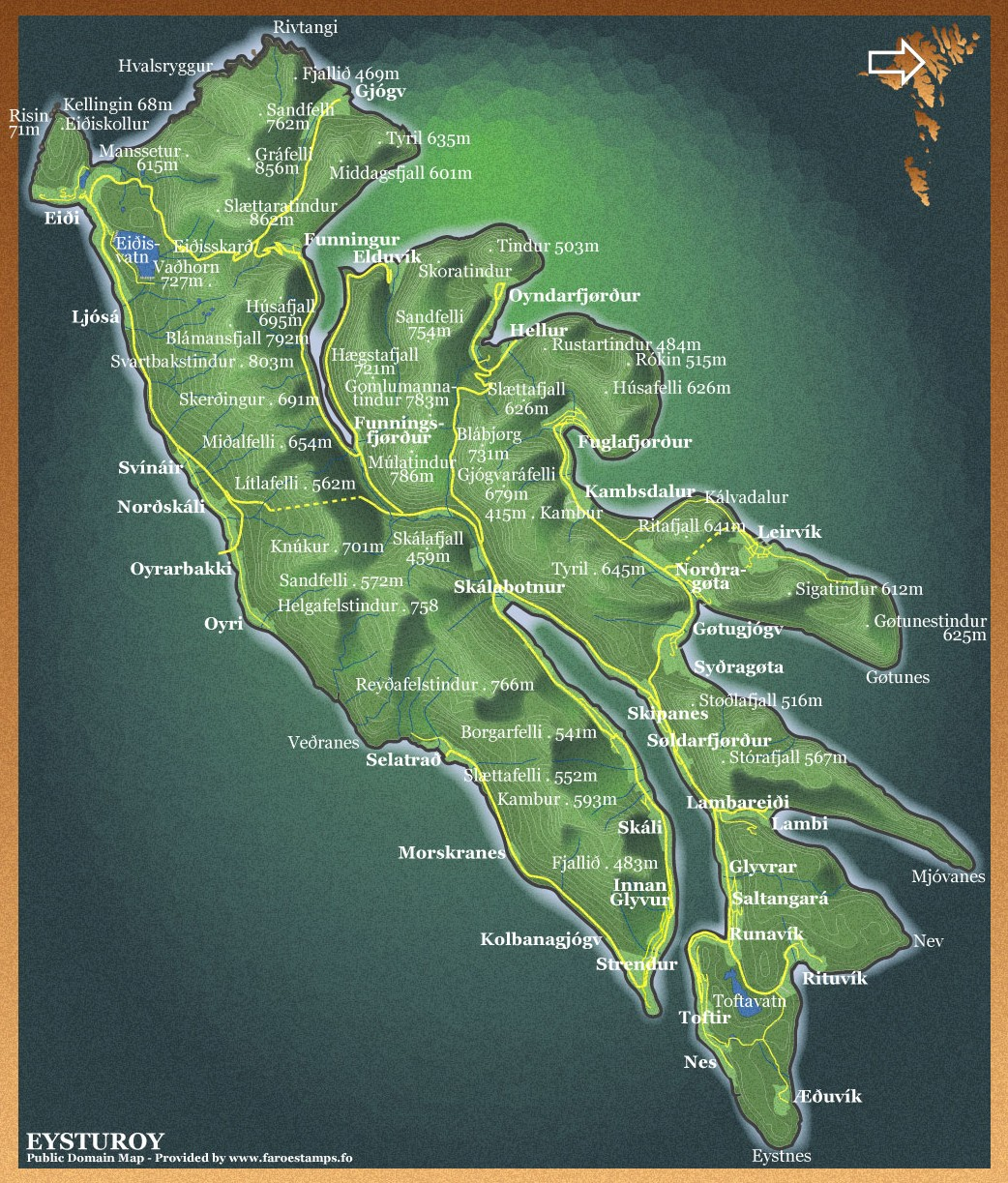
Isola di Eysturoy, mappa delle località e delle alture